# Nazionale maschile di beach soccer del Madagascar
La nazionale di beach soccer del Madagascar rappresenta il Madagascar nelle competizioni internazionali di beach soccer.

## Storia
Nel 2015 la nazionale malgascia ha vinto la Coppa d'Africa e si è qualificata per il campionato mondiale, dove è stata eliminata nella fase a gironi.